# Diplomacia científica
Diplomacia científica é um campo interdisciplinar das relações internacionais que aproxima as ciências consideradas de base ou "ciências duras" com os tomadores de decisão, como os políticos, por exemplo. Essa atividade existe de maneira "não-oficial" há muito tempo, desde que os países se relacionam em projetos em comum. Apesar disso, o termo é relativamente recente, e foi publicado pela primeira vez em artigo da primeira metade dos anos 2000 e formalizado em relatório de 2010 de duas importantes instituições científicas (AAAS e The Royal Society).
Por meio dela ocorre a colaboração de diversos países para a realização de melhorias para a população, de forma geral. Isso porque a ciência e o desenvolvimento tecnológico têm potencial na resolução de diversos problemas mundiais, como melhorias na agricultura, acesso à água potável, a erradicação da fome, criação de medicamentos para doenças, ou combate ao desmatamento e à poluição, mudanças climáticas entre tantos outros. Seria possível classificar esses problemas da humanidade dentre os 17 Objetivos de Desenvolvimento Sustentável da ONU, que foram elaborados com grande respaldo científico.
Além disso, pela diplomacia científica é possível fortalecer as relações entre as diferentes nações, ao serem abordados problemas comuns a eles. Para tal, ela deve ser baseada em algumas das questões fundamentais da ciência, como universalidade, neutralidade e capacidade progressiva de influências nas negociações. Devido a essa importância, é necessário que esse conhecimento faça a diferença de alguma forma. Sendo assim, vê-se na diplomacia científica um caminho para essa transformação, e na construção de um futuro mais sustentável e com menor desigualdade. Assim, parte importante da diplomacia científica está relacionada à capacidade dos seus envolvidos em levar as questões em discussão para a população, aumentando seu interesse sobre esses tópicos, sendo essa função também delegada à Comunicação, Divulgação e Jornalismo científicos.
De acordo com estudos sobre a área, a diplomacia científica é exercida em grande parte por uma míriade/mistura de atores não governamentais, como instituições e agências. São esses órgãos, de fato, que estão auxiliando na coordenação regulatória em relação às atividades e ao debate político, por meio da difusão das decisões, com apoio de funcionários oficiais de cada país, especialistas em cada área, bem como pesquisadores que atuam de forma a incentivar a internacionalização. De fato, existe uma discussão bastante importante sobre o papel dos diplomatas cientistas e cientistas diplomatas na atuação desse campo).

## Conceitos
Existem algumas divisões que podem ser feitas sobre o assunto em diferentes vertentes ou dimensões, de acordo com a The Royal Society e a Associação Americana para o Avanço da Ciência (AAAS), porém não totalmente livre de críticas:
1) Diplomacia para a ciência: refere-se a atividades realizadas por governos e organizações, para promover a cooperação internacional em ciência, tecnologia e inovação. Exemplos incluem acordos internacionais sobre o uso compartilhado de instalações de pesquisa;[carece de fontes?]
2) Ciência para a diplomacia: envolve o uso da ciência como um meio de melhorar as relações internacionais e promover a paz. A colaboração científica pode construir pontes entre países e ajudar a construir a confiança entre nações que, de outra forma, poderiam estar em conflito.
3) Ciência na diplomacia: aqui a ciência é usada como uma ferramenta na política externa para resolver questões internacionais. Por exemplo, a ciência pode fornecer evidências para informar e apoiar decisões de políticas diplomáticas, como a criação de tratados internacionais sobre mudanças climáticas.
Outra questão interessante a ser debatida é o papel da diplomacia científica na "decolonização", ou seja, no combate à visão eurocêntrica de mundo, que influenciou em grande parte a construção do conhecimento científico.

## Instituições e campo de trabalho
A Associação Americana para o Avanço da Ciência (AAAS, na sigla em inglês) é uma das mais importantes sociedades científicas do mundo, e incentiva o engajamento de seus membros, assim como pesquisadores, governantes e o público em geral.
Grandes exemplos internacionais dos avanços possíveis que puderam ser realizados com auxílio da diplomacia científica são a construção e administração do CERN, que levou à descoberta do bóson de Higgs, o laboratório SESAME (Synchrotron-Light for Experimental Science and Applications in the Middle East), a Estação Espacial Internacional, a exploração de “espaços internacionais” do Ártico e da Antártica, o Acordo sobre a Biodiversidade Além das Áreas de Jurisdição Nacional (BBNJ) e demais redes de contato e parcerias de pesquisadores, em diversas áreas do conhecimento.
Comissões sobre a biodiversidade atuam de forma conjunta há bastante tempo com o intuito de informar tanto a população como os poderes públicos de dados essenciais para adequados manejo e gestão, como por exemplo a Comissão Baleeira Internacional, em relação a esse grupo de cetáceos.
Em períodos de epidemias e pandemias, como a mais recente de covid-19, houve um esforço particularmente grande para o avanço no desenvolvimento de vacinas e remédios, além de facilitar a distribuição para países mais pobres e/ou em desenvolvimento.
Mais recentemente, o trabalho conjunto de diversas universidades, e laboratórios farmacêuticos para a elaboração de vacinas contra a covid-19 demonstram a importância do campo. Como é muito mais trabalhoso de se construir o conhecimento científico sem auxílio, a diplomacia surge como uma ferramenta essencial em momentos críticos.
É importante ressaltar que, assim como as discussões comerciais, e políticas entre as diferentes nações, também a diplomacia científica evolui ao longo do tempo, adequando-se aos temas mais urgentes e englobando novos desafios e oportunidades. Mas que deve ser levada a sério, disposta a ser mais que apenas uma aplicação das Relações Internacionais, porém guiada pelas suas teorias. Tanto que já existe um termo mais abrangente que diplomacia científica, que envolveria também a diplomacia da tecnologia e da inovação.

### No Brasil
No Brasil, eventos como a Escola Avançada de Diplomacia Científica e da Inovação (InnScid) têm sido organizados desde 2019 pelo Departamento de Ciências Políticas da Faculdade de Filosofia, Letras e Ciências Humanas (DCP-FFLCH) e o Instituto de Estudos Avançados (EIA), ambos da Universidade de São Paulo (USP), e patrocinado pela FAPESP, com quatro edições até o momento, e sua quinta para acontecer no segundo semestre de 2023.
No entanto, mesmo com esses eventos, a postura por parte do governo brasileiro incentivar sua aplicação ainda é tímida. Isso porque, para atuar como diplomata pelo Brasil, é necessário uma formação no curso preparatório do Instituto Rio Branco, com poucas vagas abertas anualmente e altíssima concorrência. E que torna a pessoa um funcionário público a serviço do país, ao final desse Concurso de Admissão à Carreira de Diplomata (CACD). Por conta dessa dificuldade a mais na trilha de formação, muitas pessoas que poderiam contribuir, devido ao seu conhecimento em áreas específicas, podem se sentir desmotivadas, e quem sai perdendo é o país. Em relação a essa discussão, duas áreas de pesquisa (diminuição de oxigênio nos oceanos e mudanças climáticas) já foram identificadas como centrais para a atuação de cientistas diplomatas, além de diplomatas de formação, por tratarem essencialmente de temas multidisciplinares.
Dito isso, apenas poucos membros da sociedade exerceram trabalhos como diplomatas ser ter passado pelo Instituto Rio Branco, como Bertha Lutz, exímia pesquisadora de anfíbios, que atuou ativamente pelo governo brasileiro em sua representação na conferência de São Francisco e deu origem, em 1945, à criação da Organização das Nações Unidas (ONU), e Sérgio Vieira de Mello que morreu em Bagdá vítima de atentado terrorista no ano de 2003, enquanto prestava serviços para a ONU.
O que se vê, portanto, é um esforço por parte dos cientistas e pesquisadores brasileiros, em buscar parcerias com especialistas de fora do país, para melhorar a qualidade da ciência realizada aqui, e que tem sido incentivada cada vez mais, por meio de editais de internacionalização de agências de fomento, como a CAPES e as FAPs estaduais.
Também existem órgãos do governo brasileiro envolvidos no crescimento da diplomacia científica, bem como programas e experiências de longo prazo, como:
- Ministério da Ciência, Tecnologia e Inovações (MCTI): é responsável pela coordenação das políticas e tecnologia no Brasil. Parte do seu trabalho envolve a promoção da cooperação internacional em ciência e tecnologia;
- Agência Brasileira de Cooperação (ABC): parte integrante do Ministério das Relações Exteriores, é a principal agência governamental brasileira responsável pela promoção da cooperação técnica e científica com outros países;
- Cooperação Sul-Sul: existe um forte histórico brasileiro de cooperação Sul-Sul, que é a colaboração entre dois ou mais países em desenvolvimento, do Hemisfério Sul global. Isso pode incluir a partilha de conhecimentos e experiências em ciência e tecnologia, bem como a realização de projetos de pesquisa em conjunto;
- Participação em organizações internacionais: O Brasil é membro de várias organizações internacionais que promovem a colaboração científica, incluindo a Organização dos Estados Americanos (OEA), a Organização das Nações Unidas para a Educação, a Ciência e a Cultura (UNESCO), a Organização de Estados Ibero-americanos (OEI);
- Amazônia: devido ao fato de ser uma área de significativo interesse internacional, a região amazônica é frequentemente o foco de iniciativas de diplomacia científica. Por exemplo, o Brasil tem colaborado com outras nações para lidar com questões de desmatamento e biodiversidade na região;
- O Brasil é integrante do grupo BRICS (Brasil, Rússia, Índia, China e África do Sul). Entre outras coisas, os países-membro do BRICS colaboram em várias questões científicas e tecnológicas, incluindo pesquisa em energia renovável, TI, biotecnologia, e nanotecnologia.